# A Steady Rain
A Steady Rain es una obra de teatro escrita por Keith Huff. 

## Sinopsis
Joey y Denny son dos policías y amigos de Chicago bastante diferentes. Joey está soltero y no le gusta rodearse de gente, prefiere la soledad, mientras que Denny, casado, pasa las horas junto a sus hijos. En lo único en que coinciden, es que ambos tienen serios problemas que se ocultan el uno al otro. Joey lucha en silencio contra el alcoholismo y está enamorado de Connie, la mujer de su compañero, a la que Denny engaña con prostitutas. Su amistad y su carrera se pondrán a prueba cuando un trepidante caso mal resuelto en el pasado, atormente sus vidas. El error que los oficiales cometieron al entregar un niño vietnamita al que decía ser su tío, cuando realmente se trataba de un pederasta caníbal, reconcomerá sus conciencias.

## Producciones - Escenificaciones

### Producciones originales
- A Steady Rain inicialmente fue producida por Chicago Dramatists en 2007, hasta que se produzco en el Royal George Theatre en Chicago en febrero de 2008. La obra ganó los Joseph Jefferson Awards a la Mejor Obra Nueva, al Mejor Actor para Randy Steinmeyer, y el premio a la Mejor Producción.[1]
- A Steady Rain comenzó a preestrenarse en el Schoenfeld Theatre el 10 de septiembre de 2009 y estrenó oficialmente el día 29 de septiembre del mismo año.[2] El compromiso de 12 semanas finalizó el 6 de diciembre de 2009. La obra fue dirigida por John Crowley y protagonizada por el actor australiano Hugh Jackman y el británico Daniel Craig, haciendo su debut de Broadway.[3]

## Adaptaciones

### Cine
Steven Spielberg está interesado en dirigir una película basada en A Steady Rain, y el escritor Huff ha escrito una adaptación para llevar la obra al cine.